# گهاگوکی
گهاگوکی (به انگلیسی: Ghagoki) یک روستا در پاکستان است که در پنجاب واقع شده‌است. گهاگوکی ۲٬۵۰۰ نفر جمعیت دارد.